# Gatorade
Gatorade è una sport drink prodotta da Quaker Oats Company, una filiale di PepsiCo.
È indicata per reintegrare i carboidrati (sotto forma di saccarosio e di glucosio) e gli elettroliti (sali di potassio, sodio) persi durante l'esercizio fisico. Non va annoverata fra i cosiddetti soft drink.

## Storia
La bevanda venne ideata dai dott. Robert Cade, Alex De Quesada, Dana Shires e Jimmy Free nel 1965 per i giocatori della squadra di football americano dell'Università della Florida, soprannominati Gators, da cui essa trae nome.

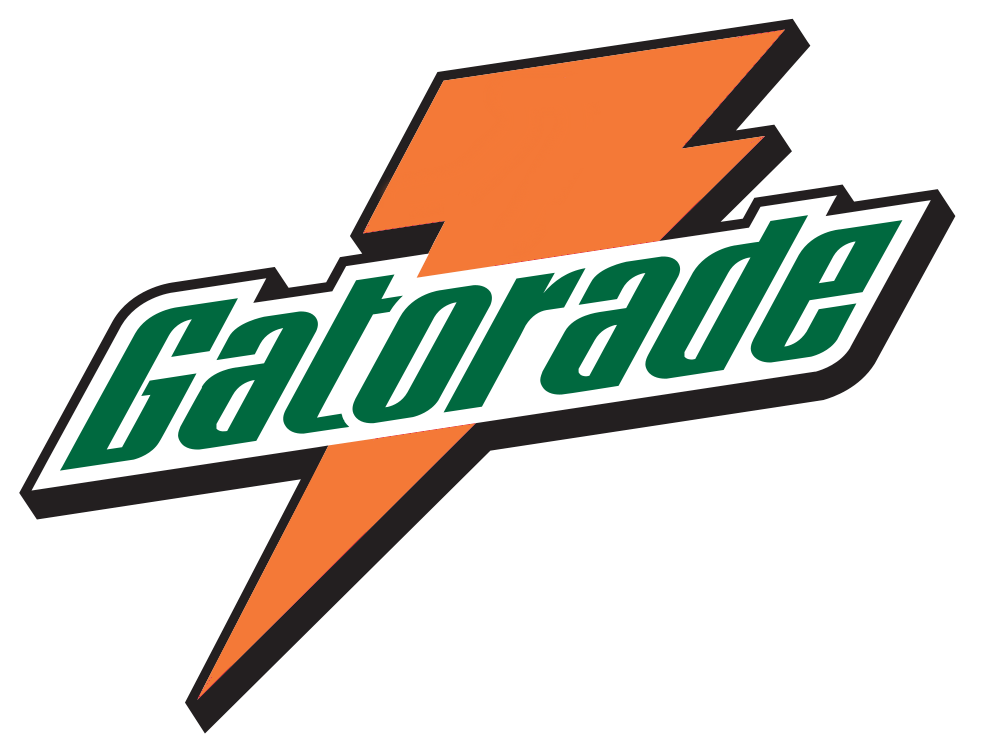
Logo utilizzato dal 1973 al 2009.

## Ingredienti
Acqua, zucchero, maltodestrine, acidificante (acido citrico), sali minerali (cloruro di sodio, citrato di sodio, diidrogenofosfato di potassio, ossido di magnesio), emulsionanti (E414, E445), antiossidante (acido ascorbico), aromi naturali, edulcoranti (sucralosio, acesulfame K), colorante (beta-carotene).